# Haidar Alí (sultán)

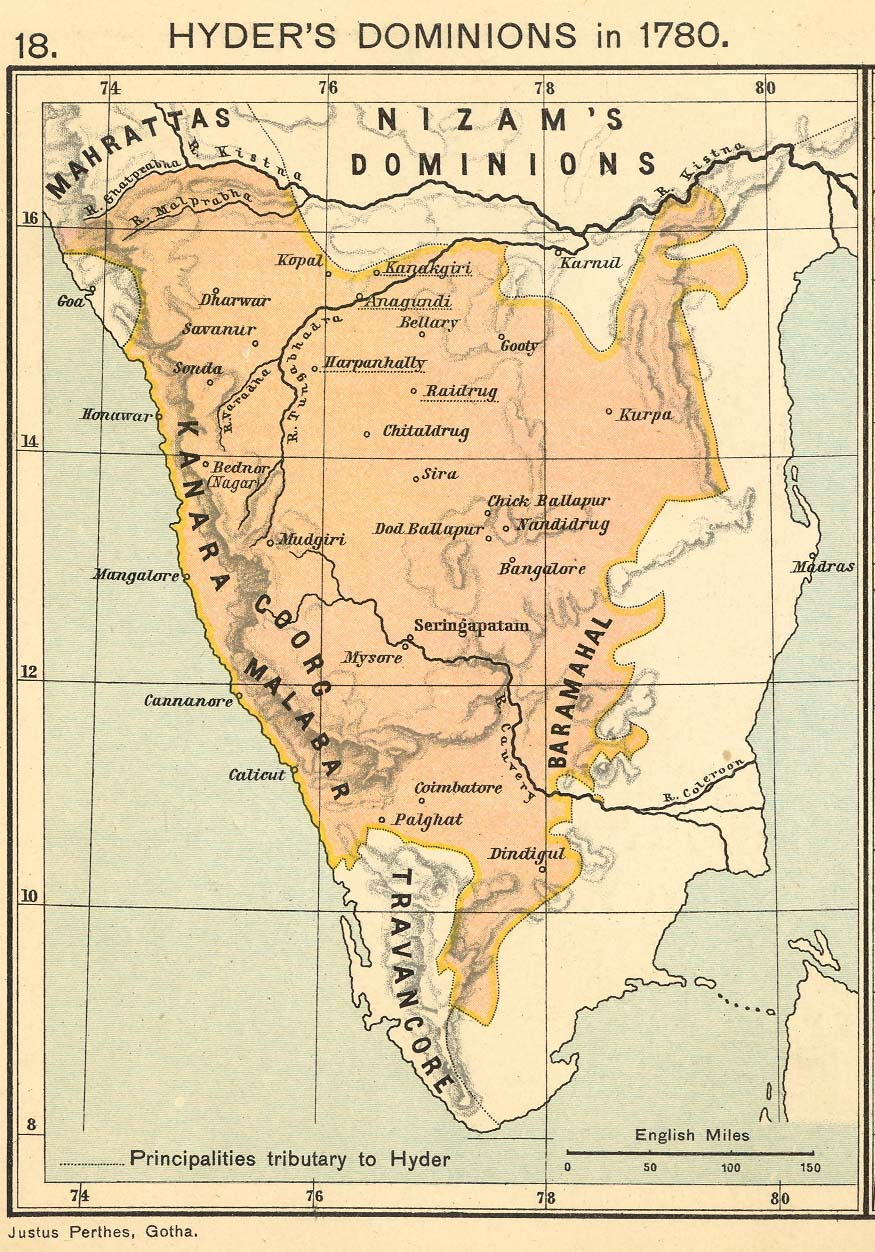
Mapa území, které bylo v roce 1780 pod vládou Haidara Alího

Haidar Alí (sultán) (kolem 1720, Budikote, Indie – 7. prosince 1782, Andhra Pradesh, Indie) byl maisúrský sultán a de facto vládce království Maisúr v jižní Indii. Narodil se jako Hyder Ali Khan, sloužil úspěšně v armádě místních vládců. Vypracoval se až na post dalavayiho (titul vrchního velitele) armády maisúrského království, kterému vládl maharádža Krišnaraja Wodeyar II. Haidarovi se podařilo monarchu svrhnout a stal se v roce 1761 v podstatě vládcem Maisúru jako sarvadhikari (hlavní ministr). Bojoval proti britské Východoindické společnosti v první a druhé z anglo – maisúrských válek. V bojích používal jako jeden z prvních rakety (viz Fateh Alí Tipú). Významně rozvinul ekonomiku Maisúru.

## Životopis
Haidar Alí se narodil v Budikote; byl pátým dítětem Fath Muhammada a druhým s jeho třetí ženou. Přestože on sám byl negramotný, získal si Haidar Alí důležité místo v historii jižní Indie díky své diplomatické prozíravosti a vojenským schopnostem. Uzavřel spojenectví s Francouzi proti Britům a využil služeb francouzských důstojníků při reorganizaci své armády. Jeho vláda v Maisúru byla charakterizována častými válkami se sousedními vládci. Úspěšně potlačil na svém území vzpoury či revolty, což bylo v té době neobvyklé, protože ve velké části indického subkontinentu spolu jednotliví vládci neustále bojovali. Zanechal svému nejstaršímu synovi Tipúovi rozsáhlé království ohraničené na severu řekou Krišna, na východě pohořím Gháta a Arabským mořem na západě.

## Raný život
Přesné datum narození Haidara Alího není přesně známo. Různé historické prameny uvádějí data jeho narození v letech 1717 až 1722. O jeho mládí toho také není mnoho známo. Do armády vstoupil spolu se svým bratrem Šahbázem poté, co byl jejich otec zabit v boji. Několik let sloužili bratři v armádě státu Tamilnádu v Arcotu, poté přešli do města Seringapatam v indickém státě Karnátaka, kde v armádě sloužil Haidarův strýc. Ten bratry představil devaradžimu, dalavayimu (hlavnímu ministrovi, vojenskému vůdci) vládce Krišnaradže Wodeyara II. a jeho bratrovi Nandžaradžovi, který rovněž zastával důležitou ministerskou funkci. Haidar a jeho bratr vstoupili do maisúrské armády. Haidar sloužil pod Shahbázem a velel 100 jezdcům a 2 000 pěšákům.
Nedochovali se přesné informace o Haidarových předcích. Podle některých pramenů jeho dědeček pocházel z rodové linie, kterou lze vysledovat až do Bagdádu, zatímco podle jiných pocházela jeho rodina z oblasti dnešního Afghánistánu. Jeden z jeho z jeho francouzských vojenských důstojníků si zapsal, že sám Haidar prohlásil, že jeho rod pochází z arabského klanu Banū Hāshim, tedy z rodu Kurajšovců, ke kterému patřil islámský prorok Mohamed. Jeho otec, Fath Muhammad, se narodil v Kóláru v Karnátaku a sloužil jako velitel jednotky raketového dělostřelectva v armádě navába z Karnátaku. Fath Muhammad nakonec vstoupil do služeb rodiny Wodeyar, vládců království Maisúr, kde se stal vojenským velitelem. Král mu udělil území Budikote jako "jagir" (forma nájmu půdy, přidělené vládcem), kde poté vládl jako "Naik" (guvernér).

## Vzestup

### Zkušenosti
Války o Karnátik (1746–1763) byly sérií vojenských konfliktů v Indii polovině 18. století mezi četnými nominálně nezávislými vládci a jejich vazaly. Bojovalo se nejen o dědictví a území; jednalo se také o diplomatický a vojenský boj mezi Francouzskou východoindickou společností a Britskou východoindickou společností. Válčilo se hlavně na území Mughalské říše. Britové i Francouzi využívali podpory různě znesvářených a roztříštěných klanů, loajálních „Velkému Moghulovi“. V důsledku těchto vojenských konfliktů Britská východoindická společnost získala v Indii dominanci mezi evropskými obchodními společnostmi. Francouzská obchodní společnost byla zatlačena do pozadí a soustředila se především na oblast Pondichéry. Dominance Britské východoindické společnosti nakonec vedla ke kontrole Anglie nad většinou indického území. Tady Haidar sbíral první zkušenosti z velkých bitev. Během válek o Karnátaku bojoval Haidar Alí a jeho maisúrské prapory po boku francouzských velitelů, jako byli Joseph Francois Dupleix, Thomas Arthur, hrabě de Lally a markýz Charles Joseph Patissier de Bussy, při různých příležitostech také pomáhal vládci Mughalské říše navábovi Chanda Sahibovi (Během bojů o Karnátaku ho podporovali Francouzi, po jeho porážce u Arcotu v roce 1751 byl Chanda zajat a popraven.)

### Potlačení vzpoury v Seringapatamu
V roce 1757 byl Haidar Ali vyslán do Seringapatamu bránit tamního vládce před útokem vládce z Haidarabádu a království Maratha. Našel maisúrskou armádu rozloženou a vojáky vyhrožující vzpourou z důvodu nevyplácených odměn za službu v armádě. Zatímco tamní devaraja si mír vykoupil, Haidar Alí vyplatil vojákům dlužný žold a zatkl vůdce vzpoury.

### Válka proti Kalikutu
V roce 1757 vedl Haidar Alí válku na Malabarském pobřeží na západě Indie proti místním nairům (guvernérům). Za svou pomoc v této válce byl Haidar Alí odměněn devarajou (vládcem), který mu věnoval "jagir" (pronájem půdy či regionu ) a stal se de facto guvernérem Bangalore.

### Dobytí Bangalore
V roce 1758 Haidar Alí Bangalore úspěšně dobyl. V roce 1759 se stal velitelem celé maisúrské armády.

### Maisúrský naváb (1759)
Mladý raja Krišnaraja odměnil věrnost Haidara Alího udělením titulu Fath Hyder Bahadur neboli naváb Haidar Ali Khan. Haidar Alí se stal prvním vládcem v Maisúru, kterému byl udělen titul naváb, takže je možno říci, že byl krátce – do roku 1759 – „navábem (vládcem) Maisúru".
Pokračujícími konflikty s Maráthy byla pokladna Maisúru prakticky prázdná. Pro hrozící bankrot musela královna matka odejít do exilu, k čemuž jí přinutil její syn Nanjaraj, který po smrti svého bratra v roce 1758 nastoupil jako vládce. Haidar Alí byl iniciátorem odchodu královny a celou záležitost využil ke zvýšení svého vlivu u dvora 

### Spor s Khande Rao (1760)
V roce 1760 se královna matka, toužící po návratu ke dvoru, spikla s Khande Rao ve snaze omezit vliv Haidara Alího u dvora. Haidar musel narychlo opustit Seringapatam, kde zanechal svou rodinu včetně svého syna, budoucího sultána Tipúa, který tam byl v domácím vězení. Rychlý útěk zanechal Haidara prakticky bez prostředků. V tuto chvíli mu pomohla náhoda v podobě třetí bitvy o Panipat (14. ledna 1761). Boje sice probíhaly daleko, asi 97 km severně od Dillí, mezi říší Maratha a invazní afghánskou armádou, ale Marathové utrpěli velkou porážku. Poté Marathové stáhli své síly z Maisúru a švagr Haidara Aliho Makdum Ali je pronásledoval až do Bidnuru a Sundy. Haidar Alí opět upevnil svou pozici u armády. Zanedlouho už pochodoval po boku 6 000 mužů Makduma Alího a 3 000 mužů své posádky na Bangalore, směrem k Seringapatamu. Než se dostali do hlavního města, střetli se se silami Khande Rao. Khande Rao s 11 000 muži bitvu vyhrál a Haidar Alí byl nucen požádat o podporu Nanjaraje, kterého ode dvora Khande Rao vyhnal. Nanjaraj mu svěřil velení nad svou armádou a udělil mu titul dalwai.
S touto silou se Haidar Alí znovu vydal proti Khande Raovi. Obě armády opět stály proti sobě, ale Haidar Alí podvodnými dopisy dosáhl toho, že Khande Rao ve strachu o život utekl, místo aby se zapojil do bitvy. Haidar Alí totiž rozeslal dopisy velitelům jeho armády s falešnou zprávou, podepsanou zdánlivě samotným Nanjarajem. V listech se psalo o spiknutí a dohodě o tom, že má být Khande Rao vydán Haidar Alímu. Po kratší bitvě proti armádě bez vůdce převzal Haidar Alí její zbytky a obklíčil Seringapatam. Následná jednání vedla k jeho téměř úplné vojenské kontrole nad královstvím Maisúr. Mezi jeho zisky patřilo zajetí a kapitulace Khande Raa, kterého Haidar Alí uvěznil v Bangalore.

## Vládce Maisúru
Poté, co svrhl Khandu Raa, převzal Haidar Alí kontrolu nad Maisúrem. V roce 1765 se vládcem v Mughalské říše stal císař Šah Alam II., podporovaný Britskou východoindickou společností. Haidar Alí se ve své korespondenci s mughalským císařem formálně označoval jako sultán Haidar Alí Khan. Svůj titul si podržel i během anglo-maisúrských válek. Ovšem ve své diplomatické korespondenci s nizámem z Haidarabádu, který byl podle oficiálního mughalského práva panovníkem všech muslimských území v jižní Indii, byl opatrnější.
Angličané a Marathové stále označovali Haidara Alího a jeho syna Tipúa „Nabobs“.(nápadně bohatý muž odvozující své jmění na východě, zejména v Indii v průběhu 18. století, z obchodů z Britskou východoindickou společností).

### Rozkvět a expanze
V příštích několika letech rozšířil Haidar svou vládu dále na sever. Dvěma důležitými městy, která Haidar ovládal byla Sira, město na území Karnátaku, které dříve patřilo k Maráthské říši, a království Bednore, kde jako casus belli souhlasil s podporou uchazeče o trůn proti usurpátorovi. V roce 1763 převzal vládu nad jeho hlavním městem Ikkeri i s jeho plnou pokladnicí. Přejmenoval hlavní město na Haidernagar a začal se nazývat Hyder Ali Khan Bahadur, titul, který mu dal Salabat Jung jako odměnu za dobytí Siry. Přestěhoval většinu své rodiny do Ikkeri, která byla přírodní pevnosti, v naději, že mu „poslouží jako bezpečné útočiště“. Převzal královské znaky bednorského vládce, začal vydávat mince a zavedl systém vah a měr. Zajistil, aby jeho syn Tipú dostal kvalitní vzdělání, „zaměstnával věhlasné lektory“ a „jmenoval vhodné sluhy“, aby dohlížel na jeho výchovu. Byl velmi podezřívavý k cizinců, konkrétně odmítl umožnit Britům pobývat u jeho dvora. Jeho bezpečnost však nebyla v Bednore zajištěna: různá onemocnění a odhalená spiknutí proti němu ho přesvědčily, že místo pro jeho vládu není ideální a vrátil se do Maisúru.
Obsazením Bednore získal i několik přístavů na malabárském pobřeží, včetně důležitého přístavu v Mangalore. Haidar využil těchto přístavů k založení malého námořnictva. Dokumenty o jeho námořnictvu jsou neúplné; portugalské záznamy naznačují, že flotila byla spuštěna na vodu někdy v letech 1763 až 1765. Jeho prvním admirálem byl Angličan; po roce 1768 byl jeho admirálem maisúrský důstojník jezdectva jménem Ali Bey (nebo Lutf Ali Beg), kterého si pravděpodobně vybral Haidar sám, protože evropským kapitánům nedůvěřoval. Haidar měl přátelské vztahy s veškerou křesťanskou populací v Mangalore. Město bylo dlouho pod portugalským vlivem a velká část obyvatel byli křesťané, většinou římskokatolického vyznání. Udržoval blízké přátelství se dvěma goanskými katolickými duchovními (Goanští katolíci bylo etnicko-náboženské společenství křesťanů ze státu Goa na západním pobřeží Indie), biskupem Noronhou a otcem Joachimem Mirandou a umožnil protestantskému misionáři žít u svého dvora. V Haidarově armádě sloužili i katoličtí vojáci a dovolil také postavit křesťanský kostel v Seringapatamu, kde se francouzští generálové modlili a kněží jej navštěvovali. Mangalorský historik A. L. P. D'Souza uvádí, že Haidar měl křesťany i ve své vládě. Na základě smluv uzavřených s Portugalci také umožnil portugalským kněžím urovnávat spory mezi křesťany. Mnohým obyvatelům Mangalore (nejen křesťanům) se však jeho vláda nelíbila, hlavně pro vysoké daně, které na město uvalil.

## Ovládnutí království Maratha
Třetí bitva u Panipatu (14. ledna 1761) byla bitva mezi invazní afghánskou armádou a Maráthskou říší podporovanou třemi indickými spojenci je považována za jednu z největších a nejkrutějších bitev 18. století s možná největším počtem mrtvých za jediný den hlášených v klasické formační bitvě mezi dvěma armádami. Marathská říše se stala slabou a velmi zranitelnou vůči jakémukoli útoku. Moc "Peišvů" ( dědičný titul pro maharátského ministra se sídlem v Puné, jenž od sklonku XVIII. stol. vládl Mahrátům) byla zrušena téměř v celé Indii. Tehdy se Haidar Alí rozhodl pro válku s královstvím Marátha a ukončit tak stálou hrozbu, kterou pro jeho moc představovali.
Haidar Alí zahájil svůj útok z Bednore. Maráthský vládce požádal o pomoc navába ze Savanuru. Haider navábovi vyhrožoval a za mír požadoval peníze. Naváb tribut nezaplatil a Haidar obsadil území až k Dharwadu, severně od řeky Tungabhadra. V následujících bitvách válečné štěstí Haidara opustilo a nakonec byl poblíž města Rattihalli poražen. Po tomto vítězství maráthský pejšva obnovil svou moc a Haidar musel ustoupit. Opustil Bednor, ovšem i s poklady ukořistěnými v Seringapatamu. Zaplatil pokutu 35 lakhs (1 lakhs = sto tisíc) rupií a vrátil většinu svých zisků, i když město Sira si ponechal.

V roce 1766 se Haidar Alí do Malabaru vrátil. Tentokrát na pozvání vládce sultanátu Cannanore. Sultanát Cannanore usiloval o nezávislost na zamorinovi, (Zamorin), monarcha království Kozhikode), což byl titul dědičného vládce Kalikatu, který na Cannanore útočil. Haidar od zamorina požadoval opět peníze za dohodu o míru. Zamorin už v minulosti podporoval Haidarovi protivníky v předchozích bojích. Nyní požadovaný tribut nezaplatil a Haidar po těžkých bojích Kalikat dobyl. Zamorin opět sliboval zaplatit, opět slib nedodržel. Haidar jej zavřel do domácího vězení a jeho ministra financí poslal na mučidla. Zamorin v obavě z podobného osudu zapálil svůj palác a zahynul v plamenech, čímž ukončil dynastickou vládu dynastie Eradi v Kalikatu. Poté Haidar Kalikat opustil. O několik měsíců později se vrátil, když se místní nairs vzbouřili proti vládě poručíka Rezy Sahiba. Haidarova reakce byla tvrdá: po potlačení povstání bylo popraveno mnoho rebelů a tisíce dalších byly násilně přesídleni do hor.

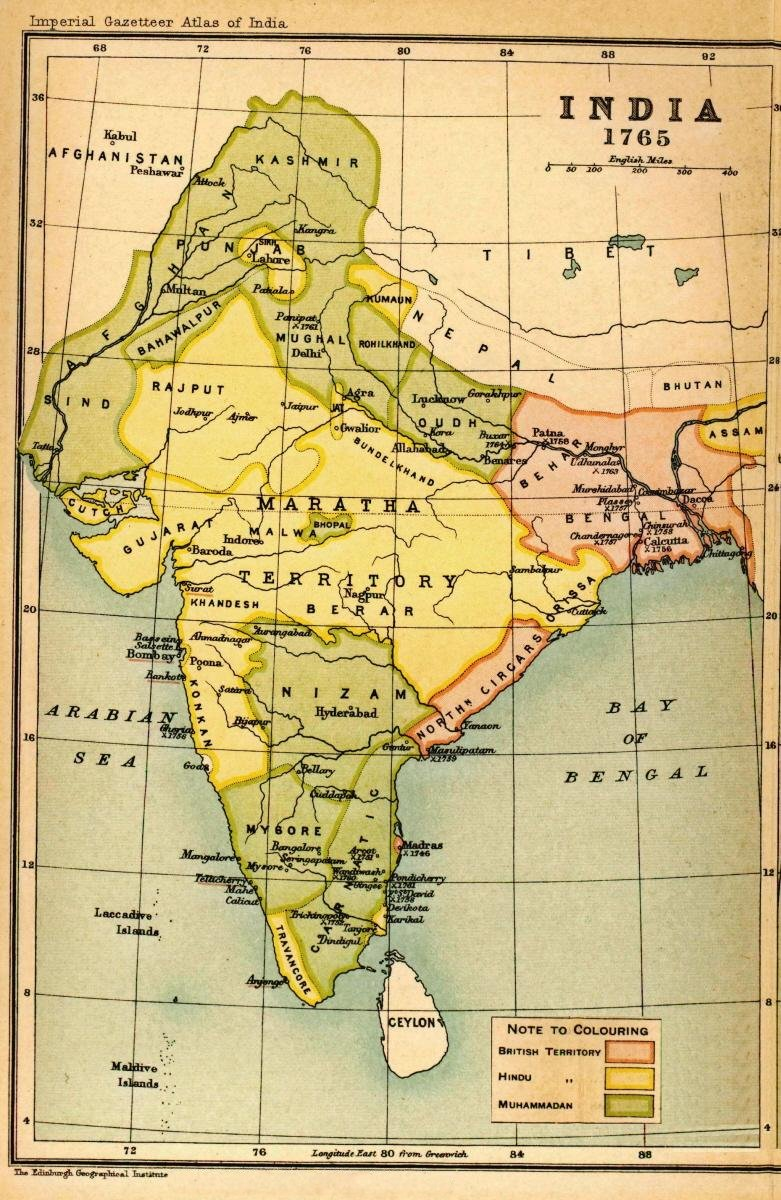
Mapa Indie z roku 1765, ukazující území loajální k říši Marathů (žlutá) a území věrná Velkému Moghulovi (zelená), kam spadal i Maisúr.

V dubnu 1766 zemřel maisúrský panovník Krišnaraja. Haider byl v té době v Malabaru. Vzkázal do Maisúru, že si přeje aby se následníkem trůnu stal Krišnarajův syn Nanjaraja Wodeyar. Později přicestoval formálně vzdát úctu novému vládci. Využil této příležitosti a zapojil se do jakési úklidu domu: palác byl vypleněn a panovníkův personál se skládal prakticky ze samých Haidarových špionů.

## Vztahy s Persií, Tureckem a Arábií
Když Hyder převzal malabarská území, využil moře k rozvoji vztahů s obchodními partnery v zámoří. Stanovil přístavní cla, která byla vysoká pro obchodníky z Evropy a nízká pro arabské a místní obchodníky. Počínaje rokem 1770 vyslal velvyslance do Širazu, tehdejšího hlavního města Persie, aby navázali vojenské a ekonomické spojenectví.
V roce 1774 se snažil založit obchodní stanici v Perském zálivu. To se sice nezdařilo, větší úspěch měli jeho vyslanci v Muscatu, kde byl v roce 1776 založen obchodní dům. Během posledních let své vlády Haidar Alí plánoval vyslat poselstvo k osmanskému sultánovi Mustafovi III., ale toto spojení se podařilo až jeho synovi Tipúovi.

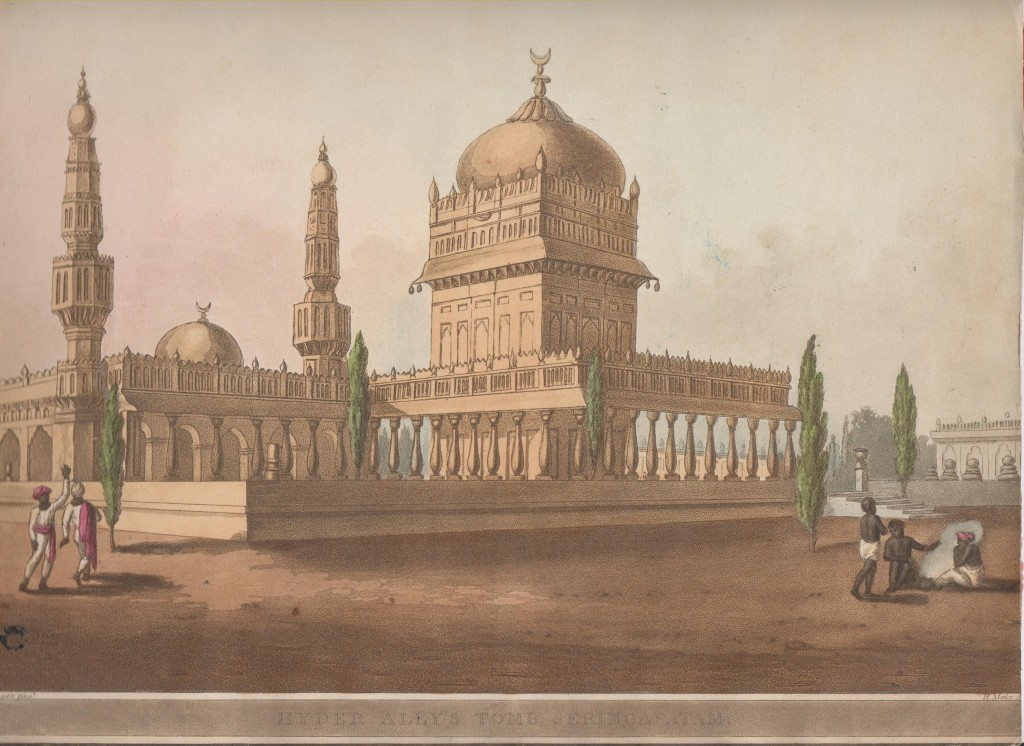
Haidarova hrobka v Seringapatamu.

## Smrt
Haidar Alí se zúčastnil prvních dvou válek o Karnátaku. Bojoval na straně mughalské říše. Ke konci života trpěl rakovinovým výrůstkem na páteři, zemřel ve svém táboře 6. prosince 1782. Některé dokumenty uvádějí datum 7. prosince 1782 a některé historické prameny v perském jazyce zaznamenávají jeho smrt v termínech od Hidžra 1 Moharram 1197 Hijri 4 Moharram 1197 podle islámského kalendáře. Rozdíly v zaznamenaných datech mohou být způsobeny rozdílnými kalendáři v okolních královstvích.
Haidarovi poradci se snažili udržet jeho smrt v tajnosti, dokud nebude možné jeho syna Tipúa odvolat z malabarského pobřeží. Když se Tipú dozvěděl o smrti svého otce, okamžitě se vrátil do Chittooru, aby převzal vládu. Jeho nástup nebyl bezproblémový: musel potlačit pokus strýce umístit na trůn Tipúova bratra Abdula Karima. Britové se o smrti Haidara Alího dozvěděli po 48 hodinách, nedokázali ale informace využít.
Haidar Alí byl pohřben v Gumbazu v Seringapatamu, v mauzoleu postaveném jeho synem v letech 1782–1784.